# Mount Lawson
Mount Lawson är ett berg i Kanada.   Det ligger i provinsen Alberta, i den centrala delen av landet, 3 000 km väster om huvudstaden Ottawa. Toppen på Mount Lawson är 2 795 meter över havet, eller 19 meter över den omgivande terrängen. Bredden vid basen är 0,26 km.
Terrängen runt Mount Lawson är varierad. Trakten runt Mount Lawson är nära nog obefolkad, med mindre än två invånare per kvadratkilometer.. Det finns inga samhällen i närheten. 
I omgivningarna runt Mount Lawson växer i huvudsak barrskog.